# Campionati europei di corsa campestre 2021
Il XXVII Campionato europeo di corsa campestre si è disputato a Dublino, al National Sports Campus in Irlanda il 12 dicembre 2021.

## Gare
| Categoria | Uomini | Donne |
| --------- | ------ | ----- |
| Senior    | 10 km  | 8 km  |
| Under 23  | 8 km   | 6 km  |
| Under 20  | 6 km   | 4 km  |

| Categoria | Mista |
| --------- | ----- |
| Staffetta | 6 km  |

## Risultati[2]

### Individuale (uomini seniores)
| Pos.    | Atleta             | Nazione  | Tempo (m's") |
| ------- | ------------------ | -------- | ------------ |
| Oro     | Jakob Ingebrigtsen | Norvegia | 30'15"       |
| Argento | Aras Kaya          | Turchia  | 30'29"       |
| Bronzo  | Jimmy Gressier     | Francia  | 30'34"       |
| 4       | Hugo Hay           | Francia  | 30'38"       |
| 5       | Michael Somers     | Belgio   | 30'38"       |
| 6       | Yann Schrub        | Francia  | 30'39"       |
| 7       | Nassim Hassaous    | Spagna   | 30'42"       |
| 8       | Félix Bour         | Francia  | 30'44"       |
| 9       | Isaac Kimeli       | Belgio   | 30'45"       |
| 10      | Brian Fay          | Irlanda  | 30'45"       |

### Squadre (uomini seniores)
| Pos.    | Atleta | Punti |
| ------- | --- | ----- |
| Oro     | Francia Jimmy Gressier, Hugo Hay, Yann Schrub, (Felix Bour, Duncan Perrillat, Mehdi Frère)                                              | 13 p. |
| Argento | Spagna Nassim Hassaous, Carlos Mayo, Abdessamad Oukhelfen, (Raúl Celada, Adel Mechaal, Ayad Lamdassem)                                  | 30 p. |
| Bronzo  | Norvegia Jakob Ingebrigtsen, Bjørnar Sandnes Lillefosse, Narve Gilje Nordås, (Zerei Kbrom Mezngi, Tom Erling Kårbø, Filip Ingebrigtsen) | 47 p. |

### Individuale (donne seniores)
| Pos.    | Atleta                    | Nazione       | Tempo (m's") |
| ------- | ------------------------- | ------------- | ------------ |
| Oro     | Karoline Bjerkeli Grøvdal | Norvegia      | 26'34"       |
| Argento | Meraf Bahta               | Svezia        | 26'44"       |
| Oro     | Alina Reh                 | Germania      | 26'53"       |
| 4       | Jessica Warner-Judd       | Gran Bretagna | 27'01"       |
| 5       | Konstanze Klosterhalfen   | Germania      | 27'12"       |
| 6       | Samrawit Mengsteab        | Svezia        | 27'34"       |
| 7       | Selamawit Teferi          | Israele       | 27'34"       |
| 8       | Carmela Cardama           | Spagna        | 27'41"       |
| 9       | Fionnuala McCormack       | Irlanda       | 27'52"       |
| 10      | Jennifer Nesbitt          | Gran Bretagna | 27'58"       |

### Squadre (donne seniores)
| Pos.    | Atleta | Punti |
| ------- | --- | ----- |
| Oro     | Gran Bretagna Jessica Warner-Judd, Jennifer Nesbitt, Jessica Gibbon, (Abbie Donnelly, Kate Avery, Lauren Heyes) | 25 p. |
| Argento | Germania Alina Reh, Konstanze Klosterhalfen, Domenika Mayer, (Vera Coutellier, Céline Kaiser)                   | 29 p. |
| Bronzo  | Svezia Meraf Bahta, Samrawit Mengsteab, Sara Christiansson, (Charlotte Andersson)                               | 38 p. |

### Staffetta mista (seniores)
| Pos.    | Atleta                                                                           | Tempo (m's") |
| ------- | -------------------------------------------------------------------------------- | ------------ |
| Oro     | Gran Bretagna Hannah Nuttall, Luke Duffy, Alexandra Bell, Benjamin West          | 18'01"       |
| Argento | Francia Aurore Fleury, Azeddine Habz, Alexa Lemitre, Alexis Miellet              | 18'05"       |
| Bronzo  | Belgio Elise Vanderelst, Ruben Verheyden, Vanessa Scaunet, Stijn Baeten          | 18'06"       |
| 4       | Irlanda Ciara Mageean, Luke McCann, Siofra Cléirigh Büttner, Andrew Coscoran     | 18'06"       |
| 5       | Spagna Esther Guerrero, Abderrahman el Khayami, Marta García, Victor Ruiz        | 18"13"       |
| 6       | Ungheria Lili Anna Tóth, Márton Pápai, Kinga Ohn, István Szögi                   | 18'24"       |
| 7       | Svizzera Lore Hoffmann, Michael Curti, Selina Fehler, Jonas Schöpfer             | 18'31"       |
| 8       | Italia Joyce Mattagliano, Ossama Meslek, Micol Majori, Mohad Abdikadar Sheik Ali | 18'37"       |
| 9       | Ucraina Natalija Pryščepa, Volodymyr Kyts, Hanna Miščenko, Roman Rostikus        | 18'49"       |
| 10      | Turchia Silan Ayyildiz, Ibrahim Erata, Tugba Toptas, Abdurrahaman Gediklioglu    | 18'58"       |

### Individuale (uomini under 23)
| Pos.    | Atleta             | Nazione       | Tempo (m's") |
| ------- | ------------------ | ------------- | ------------ |
| Oro     | Charles Hicks      | Gran Bretagna | 24'29"       |
| Argento | Darragh McElhinney | Irlanda       | 24'33"       |
| Bronzo  | Ruben Querinjean   | Lussemburgo   | 24'36"       |
| 4       | Magnus Tuv Myhre   | Norvegia      | 24'39"       |
| 5       | Guillaume Grimard  | Belgio        | 24'41"       |
| 6       | Keelan Kilrehill   | Irlanda       | 24'42"       |
| 7       | Antoine Senard     | Francia       | 24'48"       |
| 8       | Aarón Las Heras    | Spagna        | 24'49"       |
| 9       | Zakariya Mahamed   | Gran Bretagna | 24'52"       |
| 10      | Valentin Gondouin  | Francia       | 24'55"       |

### Squadre (uomini under 23)
| Pos.    | Atleta | Punti |
| ------- | --- | ----- |
| Oro     | Irlanda Darragh McElhinney, Keelan Kilrehill, Micheal Power, (Donal Devane, Jamie Battle, Thomas Devaney)          | 21 p. |
| Argento | Gran Bretagna Charles Hicks, Zakariya Mahamed, Thomas Mortimer, (Rory Leonard, Matthew Stonier, Samuel Charlton)   | 24 p. |
| Bronzo  | Francia Antoine Senard, Valentin Gondouin, Florian Le Pallec, (Baptiste Fourmont, Baptiste Guyon, Bastien Augusto) | 36 p. |

### Individuale (donne under 23)
| Pos.    | Atleta            | Nazione       | Tempo (m's") |
| ------- | ----------------- | ------------- | ------------ |
| Oro     | Nadia Battocletti | Italia        | 20"32"       |
| Argento | Klara Lukan       | Slovenia      | 20'36"       |
| Bronzo  | Mariana Machado   | Portogallo    | 20'36"       |
| 4       | Manon Trapp       | Francia       | 20'42"       |
| 5       | Sarah Healy       | Irlanda       | 20'48"       |
| 6       | Anna Arnaudo      | Italia        | 20'55"       |
| 7       | Cristina Ruiz     | Spagna        | 21'07"       |
| 8       | Margaux Sieracki  | Francia       | 21'10"       |
| 9       | Izzy Fry          | Gran Bretagna | 21'15"       |
| 10      | Eva Dieterich     | Germania      | 21'18"       |

### Squadre (donne under 23)
| Pos.    | Atleta | Punti |
| ------- | --- | ----- |
| Oro     | Italia Nadia Battocletti, Anna Arnaudo, Giovanna Selva, (Sara Nestola, Ludovica Cavalli, Michela Moretton) | 18 p. |
| Argento | Francia Manon Trapp, Margaux Sieracki, Aude Clavier, (Flavie Renouard, Mélody Julien, Eugénie Lorain)      | 25 p. |
| Bronzo  | Gran Bretagna Izzy Fry, Amelia Quirk, Cari Hughes, (Eloise Walker, Eleanor Bolton, Jemima Elgood)          | 37 p. |

### Individuale (uomini under 20)
| Pos.    | Atleta                | Nazione       | Tempo (m's") |
| ------- | --------------------- | ------------- | ------------ |
| Oro     | Axel Vang Christensen | Danimarca     | 17'40"       |
| Argento | Abdullahi Dahir Rabi  | Norvegia      | 18'18"       |
| Bronzo  | Joel Ibler Lillesø    | Danimarca     | 18'21"       |
| 4       | Pol Oriach            | Spagna        | 18'24"       |
| 5       | Andriy Atamanyuk      | Ucraina       | 18'30"       |
| 6       | Abdel Laadjel         | Spagna        | 18'30"       |
| 7       | Matan Ivri            | Israele       | 18'30"       |
| 8       | Edouard Morin-Luzuy   | Francia       | 18'31"       |
| 9       | Will Barnicoat        | Gran Bretagna | 18'31"       |
| 10      | Hamish Armitt         | Gran Bretagna | 18'32"       |

### Squadre (uomini under 20)
| Pos.    | Atleta | Punti |
| ------- | --- | ----- |
| Oro     | Gran Bretagna Will Barnicoat, Hamish Armitt, Henry McLuckie, (Osian Perrin, Liam Rawlings, Lewis Hannigan) | 34 p. |
| Argento | Irlanda Abdel Laadjel, Dean Casey, Nicholas Griggs, (Scott Fagan, Sean Kay, Cathal O'Reilly)               | 35 p. |
| Bronzo  | Israele Matan Ivri, Adisu Guadia, Derba Ayale, (Dego Abebe, Ataka Damsia, Harel Shain)                     | 37 p. |

### Individuale (donne under 20)
| Pos.    | Atleta           | Nazione       | Tempo (m's") |
| ------- | ---------------- | ------------- | ------------ |
| Oro     | Megan Keith      | Gran Bretagna | 13'41"       |
| Argento | Ingeborg Østgård | Norvegia      | 13'44"       |
| Bronzo  | Emma Heckel      | Germania      | 13'46"       |
| 4       | Ilona Mononen    | Finlandia     | 13'49"       |
| 5       | Anneke Vortmeier | Germania      | 13'49"       |
| 6       | Mireya Arnedillo | Spagna        | 13'51"       |
| 7       | Mia Jurenka      | Germania      | 13'52"       |
| 8       | Angela Viciosa   | Spagna        | 13'52"       |
| 9       | Johanna Pulte    | Germania      | 13'52"       |
| 10      | Livia Wespe      | Svizzera      | 13'56"       |

### Squadre (donne under 20)
| Pos.    | Atleta                                                                                                 | Punti |
| ------- | --- | ----- |
| Oro     | Germania Emma Heckel, Anneke Vortmeier, Mia Jurenka, (Johanna Pulte, Jasmina Nanette Stahl)            | 15 p. |
| Argento | Spagna Mireya Arnedillo, Angela Viciosa, María Forero, (Marta Serrano, Claudia Gómez, Carla Domínguez) | 27 p. |
| Bronzo  | Gran Bretagna Megan Keith, Ellen Weir, Phoebe Anderson, (Beatrice Wood, Alice Garner, Ella Greenway)   | 32 p. |

## Medagliere
Legenda
     Paese ospitante
| Posizione | Paese         | Oro | Argento | Bronzo | Totale |
| --------- | ------------- | --- | ------- | ------ | ------ |
| 1         | Gran Bretagna | 5   | 1       | 2      | 8      |
| 2         | Norvegia      | 2   | 2       | 1      | 5      |
| 3         | Italia        | 2   | 0       | 0      | 2      |
| 4         | Francia       | 1   | 2       | 2      | 5      |
| 5         | Irlanda       | 1   | 2       | 0      | 3      |
| 6         | Germania      | 1   | 1       | 2      | 4      |
| 7         | Danimarca     | 1   | 0       | 1      | 2      |
| 8         | Spagna        | 0   | 2       | 0      | 2      |
| 9         | Svezia        | 0   | 1       | 1      | 2      |
| 10        | Slovenia      | 0   | 1       | 0      | 1      |
| 10        | Turchia       | 0   | 1       | 0      | 1      |
| 12        | Belgio        | 0   | 0       | 1      | 1      |
| 12        | Israele       | 0   | 0       | 1      | 1      |
| 12        | Lussemburgo   | 0   | 0       | 1      | 1      |
| 12        | Portogallo    | 0   | 0       | 1      | 1      |
| Totale    | Totale        | 13  | 13      | 13     | 39     |